# 弗里波特 (緬因州)
弗里波特（英語：Freeport）是一個位於美國緬因州坎伯蘭縣的市鎮。

## 人口
根據2020年美國人口普查的數據，弗里波特的面積為120.36平方千米，當中陸地面積為89.87平方千米，而水域面積為30.48平方千米。當地共有人口8737人，而人口密度為每平方千米73人。